# David Trachsel

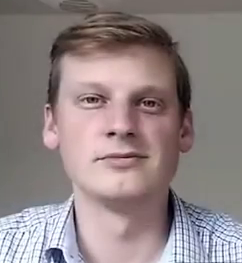
David Trachsel, 2020

David Trachsel (* 29. November 1994 in Basel) ist ein Schweizer Politiker (SVP). Von 2020 bis 2024 war er Präsident der Jungen SVP Schweiz (JSVP) und von 2021 bis 2023 Mitglied im Grossen Rat des Kantons Basel-Stadt.

## Werdegang
David Trachsel hat Betriebsökonomie in Basel studiert und ist seither als Treuhänder tätig. Er kandidierte 2016 für den Grossen Rat in Basel und wurde auf den zweiten Ersatzplatz gewählt. Bei den Nationalratswahlen 2019 kandidierte er erfolglos auf der Liste der Jungen SVP Basel-Stadt. Im Februar 2020 wurde Trachsel als Nachfolger von Benjamin Fischer zum Präsidenten der Jungen SVP Schweiz gewählt. Zuvor fungierte er ein Jahr lang als Generalsekretär der Jungpartei.
Im Jahr 2020 kandidierte Trachsel erneut für den Grossen Rat und wurde gewählt. Er war von Februar 2021 bis zu seinem Rücktritt per 28. April 2023 im Grossen Rat. Aus familieren Gründen zog er in den Kanton Aargau und gab seinen Sitz ab. An der Hauptversammlung am 9. März 2024 legte er auch das Amt des Parteipräsidenten nieder. Als sein Nachfolger wurde Nils Fiechter gewählt.

## Politik
Trachsel bezeichnet sich selbst als wirtschaftsliberalen Politiker. Er setzte sich stark für die Bekämpfung der Konzernverantwortungsinitiative ein. Unter seinem Präsidium stellte sich die Junge SVP hinter die Renteninitiative der Jungfreisinnigen. Sowohl auf kantonaler als auch auf nationaler Ebene setzt sich Trachsel gegen die Corona-Politik der Regierung ein und kritisierte die Basler Corona-Politik massiv. Auf nationaler Ebene verstand Trachsel die Freiheitsrechte durch die Massnahmen der Corona-Krise als beschnitten und sprach sich gegen eine Impfpflicht aus. Auch war er gegen die Schliessung von Restaurants und Gewerbebetrieben. Im Basler Grossrat setzte er sich für Gratis-Coronatests ein und gegen einen Corona-Bonus für Pflegepersonal.

## Privates
Trachsel ist bekennender Christ und wuchs im Basler Gellertquartier auf. Er war als Profiradrennfahrer in der Schweizer U19-Nationalmannschaft aktiv und hat neben seinen schweizerischen auch tschechische Wurzeln. Er trat mehrmals auf YouTube im Format «Uf dä Punkt» auf.

## Kontroversen
Trachsel geriet im Rahmen seiner Kritik der Coronapolitik in die Schlagzeilen, als er auf Facebook. den Basler Regierungsrat Lukas Engelberger als Diktator bezeichnete. Zwar war er damit bei der SVP nicht alleine, die ebenfalls eine solche Wortwahl für den Bundesrat Alain Berset verwendete, jedoch hat sich selbst der Fraktionspräsident der SVP Basel im Grossen Rat Pascal Messerli von der Aussage distanziert und klargestellt: «Selbstverständlich sind wir keine Diktatur.»